# Oldenburg (dinastija)
Oldenburgovci, europska vladarska dinastija podrijetlom iz Njemačke, čiji su članovi i obiteljski ogranci vladali nad mnogim europskim državama (Danska, Norveška, Švedska, Rusko Carstvo, Island i Grčka) i nizom manjih kneževina i vojvodstava.
Sadašnji kraljevi Danske, Norveške, kao i bivši kraljevi Grčke pripadaju ovoj dinastiji.
Dinastija je počela svoj uspon na kraljevsko prijestolje 1448. godine, kada je Kristijan I. Oldenburški izabran za Danske i dvije godine kasnije za kralja Norveške. Pobočni ogranci obitelji su dinastije Schleswig-Holstein-Gottorp, Holstein-Gottorp i Holstein-Gottorp-Romanov te Schleswig-Holstein-Sonderburg-Glücksburg.

## Popis vladara iz dinastije Oldenburg

### Danski kraljevi
Napomena: glavna linija dinastije Oldenburg
- Kristijan I. (1448. – 1481.)
- Ivan, kralj Danske (1481. – 1513.)
- Kristijan II. (1513. – 1523.)
- Fridrik I. (1523. – 1533.)
- interregnum (1533. – 1534.)
- Kristijan III. (1534. – 1559.)
- Fridrik II. (1559. – 1588.)
- Kristijan IV. (1588. – 1648.)
- Fridrik III. (1648. – 1670.)
- Kristijan V. (1670. – 1699.)
- Fridrik IV. (1699. – 1730.)
- Kristijan VI. (1730. – 1746.)
- Fridrik V. (1746. – 1766.)
- Kristijan VII. (1766. – 1808.)
- Fridrik VI. (1808. – 1839.)
- Kristijan VIII. (1839. – 1848.)
- Fridrik VII. (1848. – 1863.)

Napomena: sporedna loza, dinastija Schleswig-Holstein-Sonderburg-Glücksburg
- Kristijan IX. (1863. – 1906.)
- Fridrik VIII. (1906. – 1912.)
- Kristijan X. (1912. – 1947.)
- Fridrik IX. (1947. – 1972.)
- Margareta II. (1972.-....)

### Norveški kraljevi
Napomena: glavna linija dinastije Oldenburg
- Kristijan I. (1450. – 1481.)
- Ivan (1483. – 1513.)
- Kristijan II. (1513. – 1523.)
- Fridrik I. (1523. – 1533)
- Kristijan III. (1534. – 1559.)
- Fridrik II. (1559. – 1588.)
- Kristijan IV. (1588. – 1648.)
- Fridrik III. (1648. – 1670.)
- Kristijan V. (1670. – 1699.)
- Fridrik IV. (1699. – 1730.)
- Kristijan VI. (1730. – 1746.)
- Fridrik V. (1746. – 1766.)
- Kristijan VII. (1766. – 1808.)
- Fridrik VI. (1808. – 1814.)
- Kristijan Fridrik (1814. – 1814.)

Napomena: sporedna loza, dinastija Holstein-Gottorp
- Karlo II. (1814. – 1818.)

Napomena: sporedna loza, dinastija Schleswig-Holstein-Sonderburg-Glücksburg
- Haakon VII. (1905. – 1957.)
- Olaf V. (1957. – 1991.)
- Harald V. (1991.-....)

### Švedski kraljevi
- Kristijan I. (1457. – 1464.)

...
- Ivan II. (1497. – 1501.)

...
- Kristijan II. (1520. – 1521.)

...
Napomena: sporedna loza, dinastija Holstein-Gottorp
- Adolf Fridrik (1751. – 1771.)
- Gustav III. (1771. – 1792.)
- Gustav IV. Adolf (1792. – 1809.)
- Karlo XIII. (1809. – 1818.)